# Stichting Goed Wonen

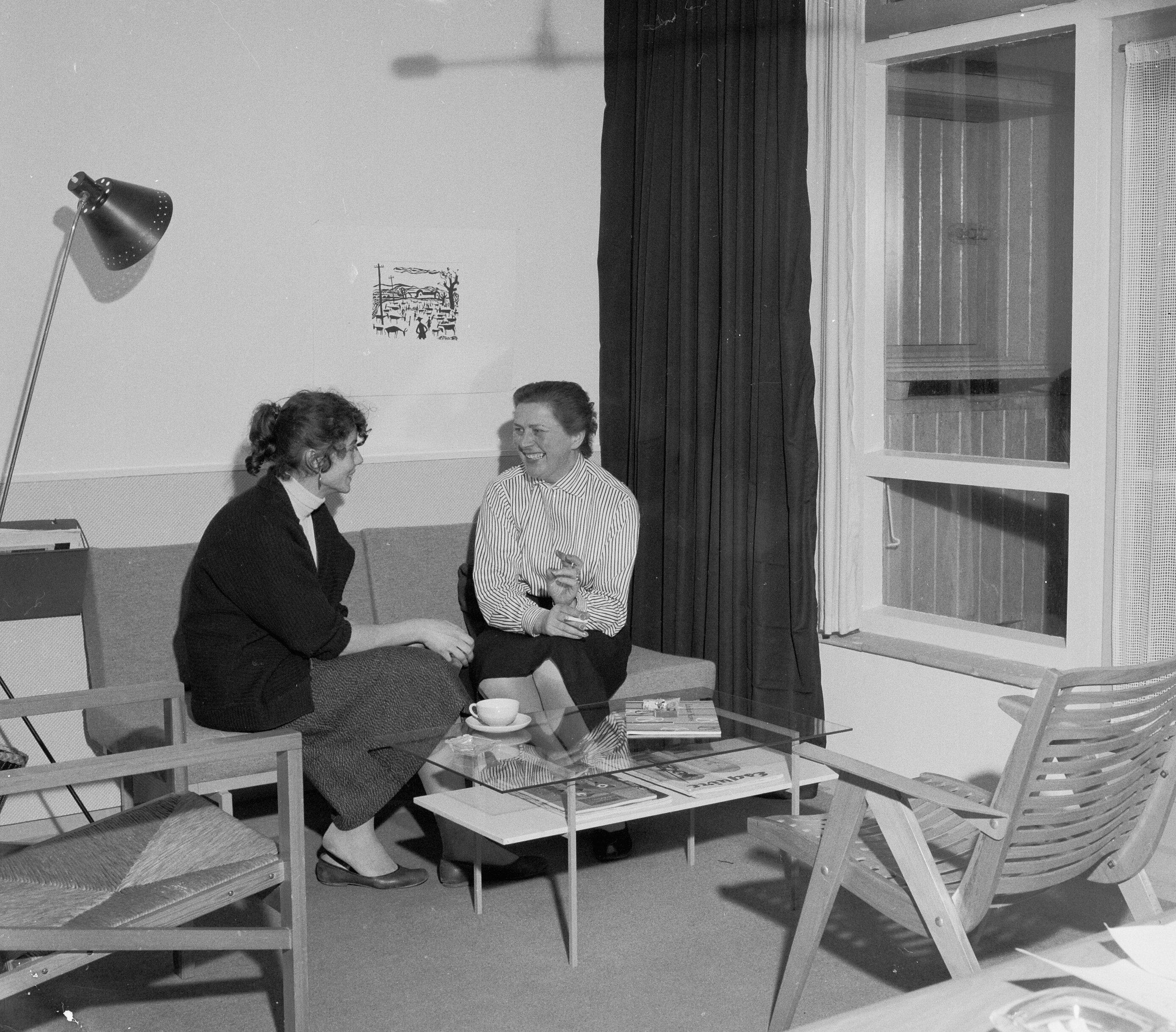
modelwoning in Slotermeer (1955)

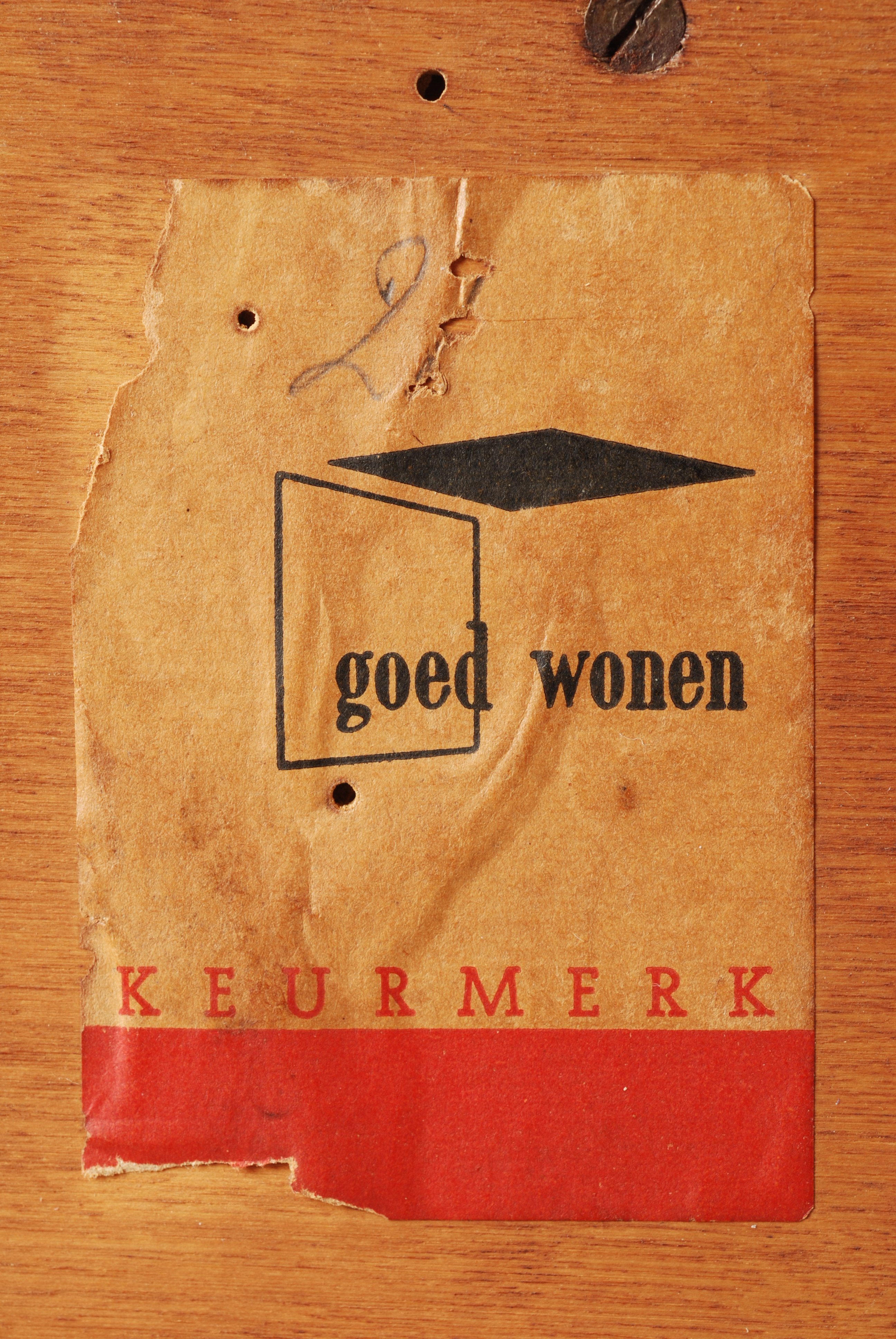
Keurmerk van de Stichting Goed Wonen

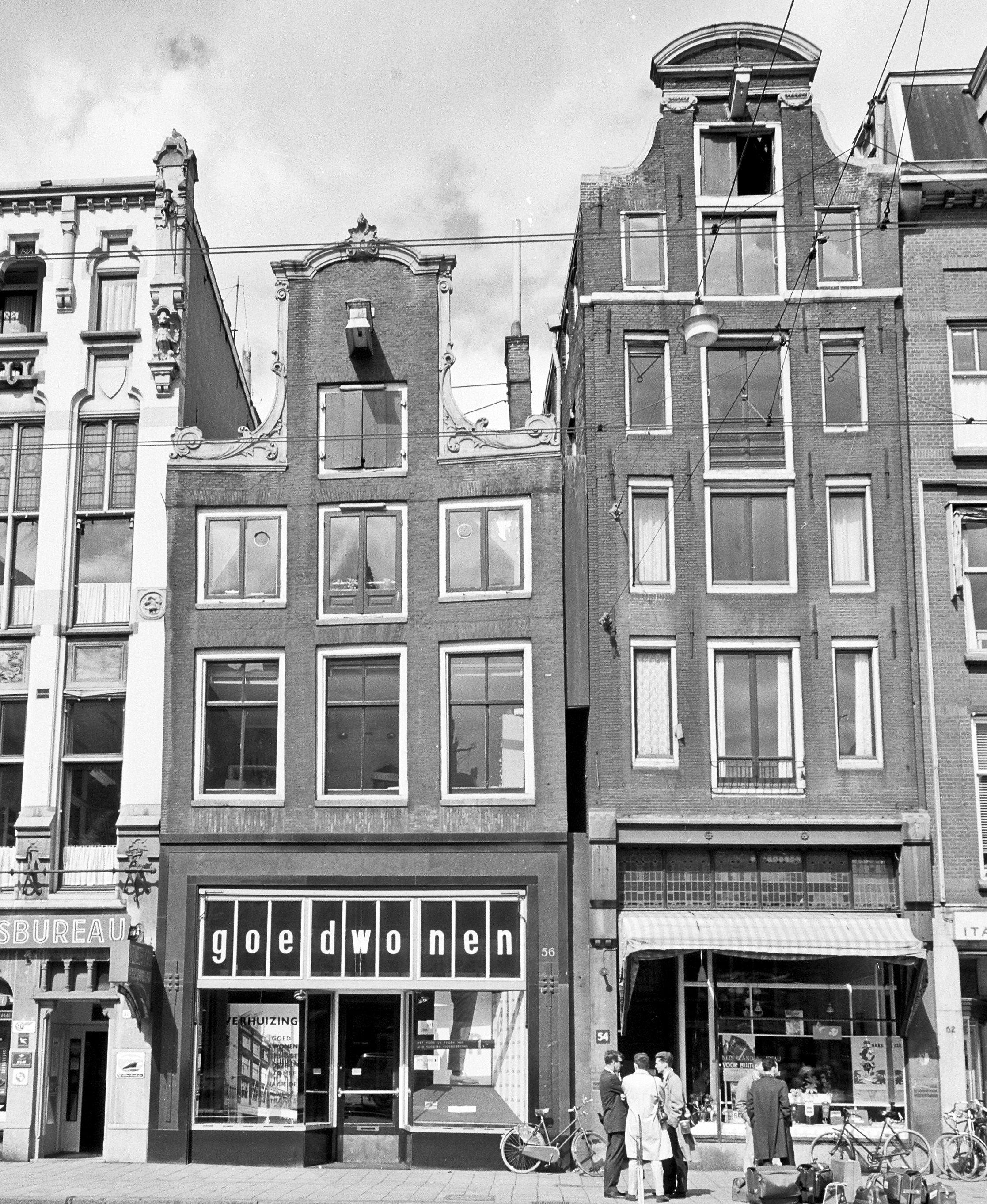
De toonzaal aan het Rokin (1962)

De Stichting Goed Wonen te Amsterdam bestond van 1946 tot 1968 onder deze naam, daarna als 'Stichting Wonen' tot 1988.
De stichting stelde zich tot doel:
Het wonen in Nederland op een hoger peil te brengen door verbetering van de woninginrichting in de ruimste zin van het woord, door het bevorderen van de productie en distributie van meubelen, stoffering, gebruiksvoorwerpen enz., die aan bepaalde esthetische, technische en sociale eisen voldoen.
Een eiken rookstoel is fout; rotanmeubels zijn goed. Bloemetjesbehang en zware gordijnen zijn fout; witte muren en frisse tinten zijn goed!
Met dergelijke instructies wilde de stichting eind jaren veertig van de twintigste eeuw het Nederlands interieur bevrijden van de wansmaak. "Smaak is een kwestie van opvoeding", was de gedachte achter de oprichting van de stichting in 1946.
Met modelwoningen en in een tijdschrift promootte de stichting het moderne interieur. In de loop der jaren werden 75 modelwoningen door het hele land ingericht. Met lichte meubels in een strakke indeling zouden de bewoners thuis het maximale uit hun woning en daarmee uit zichzelf kunnen halen. Om ruimte te besparen hadden de meubels en gebruiksvoorwerpen van Goed Wonen vaak meerdere functies.
De ideeën pasten goed bij de strakke bouwstijl van het nieuwe bouwen. Het verbeteren van woningen en de inrichting zou de mens beter maken. En op den duur de samenleving. De huisvrouw kreeg veel aandacht.

## Tijdschrift, toonkamer, modelwoningen
Twee jaar na de oprichting startte de uitgave van het tijdschrift 'Goed Wonen'. Hierin werd de strijd aangegaan tegen 'stijlloosheid', materiaalschaarste en woningnood. Een bekende hoofdredacteur van het blad was journalist en architect Edo Spier.  De stichting was voorvechter van 'licht, lucht en ruimte' in de dikwijls kleine woningen uit de Wederopbouwperiode. Om een breed publiek kennis te kunnen laten maken met 'Goed Wonen' was er een toonkamer in Amsterdam en werden er lezingen gehouden en folders uitgegeven. Ook kwam er een 'Goed Wonen'-keurmerk. Vanaf de eerste helft van de jaren vijftig werden er ook eigen meubels op de markt gebracht. Vele modelwoningen worden ingericht in nieuwbouwwijken om het publiek kennis te tonen met alternatieven voor de gebruikelijke zware eikenhouten meubelen met pluchen stoffering. Bijvoorbeeld in 'De Verfdoos', het gebouw aan de Slotermeerlaan en Lodewijk van Deysselstraat in Amsterdam-Slotermeer, bevond zich in 1956 een modelwoning van Goed Wonen.
Pas met de groeiende welvaart omstreeks 1960 kwam er meer navolging, maar het bleef beperkt tot een beperkte kring. Een beperkt aantal firma's, waaronder Gispen, 't Spectrum, Pastoe en Auping, leverden de 'verantwoorde meubels'. De ontwerper Herman Busquet ontwierp lampen in zijn lampenfabriek Hala waarvan een aantal ook het keurmerk kregen.
Als reactie op het paternalisme uit de beginperiode werd de naam in 1968 gewijzigd in 'Stichting Wonen' en werd er meer aansluiting gezocht bij de opkomende emancipatiebewegingen voor de vrouw in de jaren zestig en zeventig. Op 1 januari 1988 fuseerde de Stichting Wonen met twee andere stichtingen tot het Nederlands Instituut voor Architectuur, Stedenbouw en Landschapsarchitectuur, het NAi, in 2013 opgegaan in het Nieuwe Instituut, voor architectuur, design en e-cultuur.
Veel principes van de Stichting Goed Wonen zijn terug te vinden in de museumwoning van het Van Eesterenmuseum te Amsterdam-Slotermeer, zoals een uitschuifbare snijplank, een functionele kastindeling en pannen die ook als dekschaal konden dienen.
Het archief van de Stichting Goed Wonen bevindt zich in de bibliotheek van Het Nieuwe Instituut.

## Betrokkenen
Tot de eerst betrokkenen behoorden de architect Johan Niegeman, docent aan het Bauhaus (1928-1929) en docent binnenhuisarchitectuur aan het Instituut voor Kunstnijverheidsonderwijs (1938-1954). Niegeman ontwierp, net als onder anderen Lida Licht-Lankelma, modelwoningen voor de stichting. Niegemans vrouw, de interieurarchitecte Bé Niegeman-Brand (1921-2013), ontwierp meubels, beheerde met Jos Wibaut de toonzaal in Amsterdam en was tot 1970 bestuurslid van de stichting.